# Campeonato Africano de Atletismo de 2014 - 20 km marcha atlética feminina
A prova da marcha atlética 20 km feminina do Campeonato Africano de Atletismo de 2014 foi disputada no dia 14 de agosto de 2014 pelas ruas de Marrakech, no Marrocos. Participaram da prova 12 atletas. 

## Recordes
Antes desta competição, os recordes mundiais e do campeonato nesta prova eram os seguintes:
|                       | Nome               | Nacionalidade | Tempo      | Local   | Data                 |
| --------------------- | ------------------ | ------------- | ---------- | ------- | -------------------- |
| Recorde mundial       | Elena Lashmanova   | Rússia        | 1h 25m 02s | Londres | 11 de agosto de 2012 |
| Recorde do campeonato | Grace Wanjiru Njue | Quênia        | 1h 34m 19s | Nairóbi | 1 de agosto de 2010  |
| Recorde africano      | Grace Wanjiru Njue | Quênia        | 1h 34m 19s | Nairóbi | 1 de agosto de 2010  |

## Medalhistas
| Ouro                | Prata            | Bronze             |
| Grace Wanjiru (KEN) | Emily Ngii (KEN) | Askale Tiksa (ETH) |

## Cronograma
Todos os horários são locais (UTC+1).
| Data         | Hora  | Evento |
| ------------ | ----- | ------ |
| 14 de agosto | 07:00 | Final  |

## Resultado final
| Posição           | Atleta            | Nacionalidade | Tempo   | Notas            |
| ----------------- | ----------------- | ------------- | ------- | ---------------- |
| Medalha de ouro   | Grace Wanjiru     | Quênia        | 1:37:04 |                  |
| Medalha de prata  | Emily Ngii        | Quênia        | 1:38:12 |                  |
| Medalha de bronze | Askale Tiksa      | Etiópia       | 1:40:05 | Recorde nacional |
| 4                 | Chahinez Nasri    | Tunísia       | 1:42:55 |                  |
| 5                 | Yehualeye Beletew | Etiópia       | 1:47:33 |                  |
| 6                 | Cornelia Swart    | África do Sul | 1:48:13 |                  |
| 7                 | Olfa Lafi         | Tunísia       | 1:51:32 |                  |
| 8                 | Faustina Oguh     | Nigéria       | 2:04:39 |                  |
| 9                 | Sarah Bouayadi    | Marrocos      | 2:05:36 |                  |
| 10 !              | Adanech Mengistu  | Etiópia       | DNF     |                  |
| 10 !              | Zahira Ouazini    | Marrocos      | DNF     |                  |
| 11 !              | Asnakech Araresa  | Etiópia       | DNS     |                  |

Legenda
| Recorde mundial       | Recorde mundial (World record)               |                       | Recorde africano                      | Recorde africano (African) |                                           | Q | Classificado por posição (Qualified) |
| Recorde do campeonato | Recorde do campeonato (Championship record)  | Recorde da América    | Recorde da América (Americas)         | q                          | Classificado por melhor tempo (Qualified) |   |                                      |
| Melhor marca do ano   | Melhor marca do ano (World leading)          | Recorde asiático      | Recorde asiático (Asian)              | DNS                        | Não largou (Did not start)                |   |                                      |
| Recorde nacional      | Recorde nacional (National record)           | Recorde europeu       | Recorde europeu (European)            | DNF                        | Não terminou (Did not finish)             |   |                                      |
| Recorde pessoal       | Recorde pessoal do atleta (Personal best)    | Recorde da Oceania    | Recorde da Oceania (Oceania)          | DSQ / DQ                   | Desclassificado (Disqualified)            |   |                                      |
| Recorde da temporada  | Recorde da temporada do atleta (Season best) | Recorde sul-americano | Recorde sul-americano (South America) | NM                         | Sem marca (No mark)                       |   |                                      |